# Stanisław Krynicki (wojskowy)
Stanisław Krynicki, ps. „Tymkowicz” (ur. 5 maja 1889 we Czerniowcach, zm. 18 września 1914 pod Borusową) – porucznik Legionów Polskich, działacz niepodległościowy, kawaler Orderu Virtuti Militari, „jeden z najukochańszych i najbliższych Komendanta”.

## Życiorys
Urodził się 5 maja 1889 w Czerniowcach, ówczesnej stolicy Księstwa Bukowiny, w rodzinie Karola, radcy c. k. Sądu Krajowego w Czerniowcach, a później radcy c. k. Wyższego Sądu Krajowego we Lwowie, i Franciszki z Wojnarowiczów. Ukończył gimnazjum we Lwowie, tam też złożył egzamin dojrzałości. Ukończył studia na wydziale filozoficznym Uniwersytetu Lwowskiego. Należał do młodzieżowej organizacji socjalistycznej „Płomień”. Później był członkiem PPS i PPS-Demokratyczna Galicji i Śląska.
W 1909 wstąpił do Związku Walki Czynnej, a w 1910 do Związku Strzeleckiego „Strzelec”. Ukończył szkołę oficerską, zdał egzamin i otrzymał od Józefa Piłsudskiego jako jeden z 67 Znak oficerski „Parasol”. Był współorganizatorem oddziału żeńskiego Związku Strzeleckiego. Działał w redakcji wychodzącego od 1914 pisma „Strzelec”. Współpracował przy tworzeniu regulaminów strzeleckich. W latach 1913–1914 był adiutantem i sekretarzem Józefa Piłsudskiego.
Po wybuchu wojny jak prawie wszyscy członkowie Związku Strzeleckiego dołączył do oddziałów Piłsudskiego. Początkowo został komendantem etapu w Krakowie. Gdy 16 sierpnia 1914 został utworzony Naczelny Komitet Narodowy Krynicki został skierowany do pracy w jego Departamencie Wojskowym. Kierownik Oddziału Techniczno-Bojowego Departamentu Wojskowego Sekcji Zachodniej Naczelnego Komitetu Narodowego w 1914.
10 września został skierowany do Kompanii Saperów Legionów Polskich. W czasie działań 1 pułku piechoty pod Borusową utonął w czasie poszukiwania brodu przez Wisłę. Został pochowany na cmentarzu parafialnym w Gręboszowie. Później przeniesiony na cmentarz wojenny nr 250 w tej samej miejscowości. Został pochowany w mogile zbiorowej z 17 innymi legionistami. 17 maja 1922 odznaczono go pośmiertnie orderem wojskowym „Virtuti Militari" V klasy.
1 października 1936 w Dowództwie Okręgu Korpusu Nr VI we Lwowie Franciszka Malewska odebrała nadany jej bratu order „Virtuti Militari" wraz z legitymacją.

## Ordery i odznaczenia
- Krzyż Srebrny Orderu Wojskowego Virtuti Militari nr 7697 – pośmiertnie, 17 maja 1922[9][4][3][7]
- Krzyż Niepodległości – pośmiertnie 19 grudnia 1930 „za pracę w dziele odzyskania niepodległości”[10][2]
- Znak oficerski „Parasol”